# العوجا (أريحا)
العوجا بلدة فلسطينية تابعة إلى محافظة أريحا في الضفة الغربية. تقع على بعد 12 كم إلى الشمال الشرقي من مدينة أريحا على الطريق الإقليمي الشرقي الذي يربط بيسان مع البحر الميت بمحاذاة نهر الأردن، ويبلغ عدد سكانها 4132 نسمة. تعود جذور القرية التاريخية إلى عهد الإمبراطور الروماني هيرودس الكبير.

## التاريخ

### عصر الإنتداب البريطاني
في تعداد عام 1922 الذي أجرته سلطات الانتداب البريطاني، بلغ عدد سكان قرية العوجا إلى جانب الديوك والنويعمة، 332 نسمة؛ 322 مسلمًا و10 مسيحيين، حيث كان المسيحيون 7 أرثوذكس و3 سريان كاثوليك. وفقًا لتعداد عام 1931 ، بلغ عدد سكان العوجا 253 مسلمًا، في 100 منزل.
في إحصاءات عام 1945 ، بلغ عدد سكان القرية 290 نسمة، بينما بلغ عدد سكان عرب النصيرات 520 نسمة، وعرب الكعبنة 260 نسمة، وعرب العرينات 210 نسمة، وعرب الصعايدة 110 نسمة؛ أي ما مجموعه 1,390 نسمة؛ جميعهم مسلمون،  وكان لهم مجتمعين سلطة قضائية على 106,946 دونمًا من الأرض.  ومن هذه المساحة، تم استخدام 418 دونمًا للحمضيات والموز، و2822 دونمًا للمزارع والأراضي المروية، و6502 دونمًا للحبوب، في حين تم تصنيف إجمالي 97204 دونمًا كمناطق غير صالحة للزراعة.

### العصر الأردني
بعد النكبة الفلسطينية عام 1948، وبعد اتفاقيات الهدنة عام 1949، أصبحت العوجا تحت الحكم الأردني.

### ما بعد 1967
منذ حرب الأيام الستة عام 1967، أصبحت قرية العوجا  تحت الاحتلال الإسرائيلي، تم تصنيف 30,147 دونمًا من أراضي العوجا على أنها منطقة مغلقة ممنوع دخول الفلسطينين فيها. وبحسب معهد أريج فإن إسرائيل صادرت أراضي من العوجا لبناء أربع مستوطنات إسرائيلية وهي: 
- 993 دونم لنتيف هجدود.
- 499 دونمًا لييتاف . [8]
- 497 دونماً لنعران (نيران) [8]
- 268 دونمًا للجلجال . [8]

## جغرافيا
تقع إلى الشمال من مدينة أريحا وتبعد عنها حوالي 11 كم، وتنخفض عن سطح البحر 230 م. تبلغ مساحة أراضيها 106,900 دونما، وقد صادرت السلطات الإسرائيلية مساحات شاسعة من أراضيها وأقامت عليها العديد من المستعمرات منها مستعمرة لييتاف أنشأت عام 1976 ومستعمرة نعران أنشأت عام 1977 ومستعمرة نعومي أنشأت عام 1979.

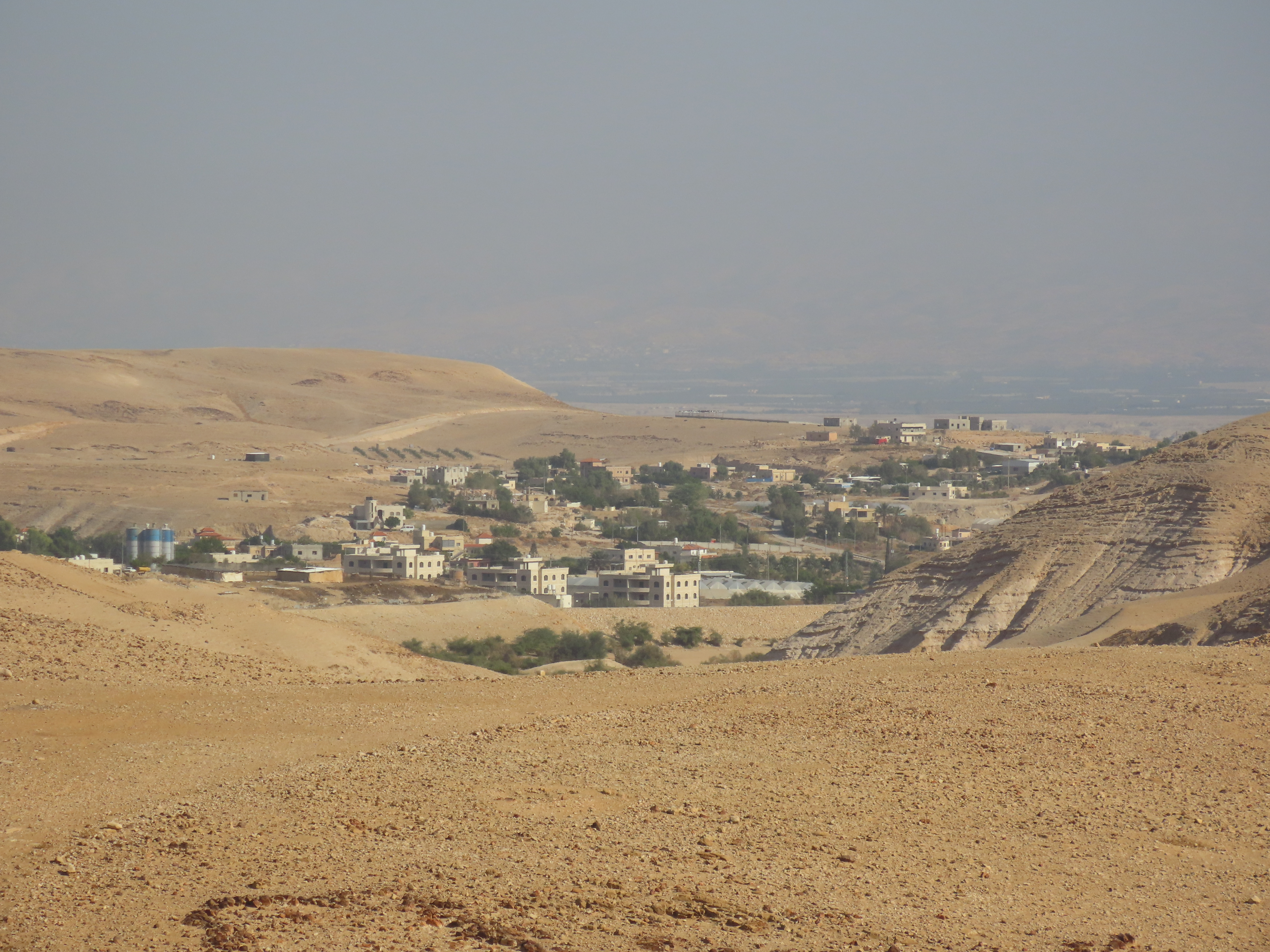
العوجا

## الزراعة
يكثر فيها زراعة الخضراوات وبيارات الحمضيات، والبيوت البلاستيكية وانتاج التمور والتي يستمر استعمالها على مدار العام.وتقع فيها مزارع الموز والحمضيات.

## سكانها
يعمل معظم أهل القرية في الزراعة، كذلك يقطنها بعض البدو الرُحّل بعضهم استقر فيها والبعض الآخر انتقل إلى مواقع أخرى في الضفة الغربية ويعودون في أصولهم إلى عرب الكعابنة. بلغ عدد سكانها عام 1931 حوالي 253 نسمة، ارتفع إلى 290 نسمة عام 1945 وبلغ عام 1967 حوالي 267 نسمة ثم 958 نسمة عام 1987 وفي عام 1996 وصل إلى 1,567 نسمة. ويُقدّر عدد سكان القرية حالياً بالإضافة إلى الخِرب والمزارع الواقعة ضمن منطقتها الإدارية 5,000 نسمة.